# Elibia linigera
Elibia linigera är en fjärilsart som beskrevs av Jean Baptiste Boisduval 1875. Elibia linigera ingår i släktet Elibia och familjen svärmare. Inga underarter finns listade i Catalogue of Life.